# Oei, ik groei!
Oei, ik groei! is een boek uit 1992 van het echtpaar dr. Frans Plooij en dr. Hetty van de Rijt dat de theorie beschrijft dat de ontwikkeling van een kind met voorspelbare sprongen gebeurt.
Oei ik groei! is vertaald in meer dan twintig talen, waaronder in het Engels als "The Wonder Weeks". De eerste ideeën voor deze sprongentheorie kregen Plooij en van de Rijt begin jaren '70 bij onderzoek naar het gedrag van jonge chimpansees in Tanzania waar hij in 1980 en zij in 1982 op promoveerde. Daarna deden zij in Nederland een studie naar baby’s in de thuissituatie en vonden 10 sprongen in de eerste 20 levensmaanden.
Naast het Oei, ik groei! Basisboek schreef Plooij verschillende boeken en publicaties, waaronder Oei, ik groei! – Weetjes en mijlpalen, Oei, ik groei! – Speel- en doe boek en Oei, ik groei! – Wie ben ik?. 
De theorie van voorspelbare groeisprongen is omstreden en niet teruggevonden in andere studies. Er is tevens geen wetenschappelijk onderbouwd bewijs gevonden voor het plaatsvinden van de groeisprongen zoals genoemd door Plooij op de vastgestelde weken (De Weerth, 1995). In een replicatieonderzoek zijn maximaal vier sprongsgewijze ontwikkelingen gevonden en de sprongen hangen niet samen met huilgedrag (De Weerth, 1995).

## Opbouw
Het in 1992 geschreven Oei, ik groei! beschrijft de theorie dat de mentale vermogens van baby's zich in sprongen ontwikkelen. In de eerste anderhalf jaar maakt een baby volgens Oei, ik groei! tien van zulke sprongen door. Dergelijke sprongen gebeuren in twee stappen:
1. De lastige periode: hierin is een kind huileriger, hangeriger en humeuriger dan normaal. De vooruitgang kan stilstaan of zelfs een achteruitgang worden.
2. Een periode van nieuwe dingen ontdekken of oude dingen anders doen: het kind heeft hele nieuwe interesses en is zelfstandiger.

De eerste sprong, bijvoorbeeld, vindt rond 4 à 5 weken plaats. Baby's maken op dit moment, volgens Oei, ik groei!, een snelle rijping door van stofwisseling en ingewanden tot zintuigen. Ook neemt rond die periode de hoofdomtrek van baby's drastisch toe. Daarnaast treedt er een mentale groeisprong op. De baby kijkt en luistert vaker en langer naar dingen, reageert duidelijker op aanrakingen en geuren en laat vaker merken of hij/zij iets leuk vindt en dat hij/zij weet wat er gaat gebeuren. Ook zijn er lichamelijke veranderingen zoals regelmatiger ademen, minder schrikken en sidderen, meer tranen, minder verslikken, overgeven en boeren, maar ook vaker lachen. Nadat de sprong met zes weken genomen is breekt volgens Plooij's theorie een makkelijke periode aan, waarin baby's vrolijker en wakkerder zijn.